# Lê Lương Minh
Lê Lương Minh (sinh 1952) là một chính khách và nhà ngoại giao kỳ cựu của Việt Nam. Ông là người Việt Nam đầu tiên đảm nhiệm chức vụ Tổng thư ký ASEAN luân phiên, nhiệm kỳ 2013-2017. Hiện ông là người Việt Nam duy nhất vào danh sách 500 người quyền lực nhất hành tinh do tạp chí Foreign Policy của Mỹ bầu chọn.

## Thân thế sự nghiệp
Ông sinh ngày 1 tháng 9 năm 1952 tại đội 10, xóm Hạnh, xã Đông Lĩnh, huyện Đông Sơn (nay thuộc phường Đông Tiến), tỉnh Thanh Hóa, Việt Nam.
Sau khi kết thúc khóa học dự bị ở Đại học Ngoại giao ngành biên phiên dịch Anh, Pháp, ông được cử đi du học tại Đại học Jawaharlal Nehru (New Delhi, Ấn Độ).
Tháng 9 năm 1975, ông về nước và được phân công làm cán bộ Phòng Phiên dịch, Bộ Ngoại giao Việt Nam.
Tháng 11 năm 1976, ông được điều động công tác, làm cán bộ Đại sứ quán Việt Nam tại Canada.
Tháng 2 năm 1981, ông kết thúc công tác tại Canada, trở về nước, được phân công làm Giảng viên Đại học Ngoại giao. Đến tháng 4 năm 1984, ông được điều động làm Chuyên viên Vụ Các Vấn đề chung Bộ Ngoại giao.
Từ tháng 2 năm 1989 đến tháng 2 năm 1992, ông lần lượt các chức vụ Bí thư thứ hai, rồi Bí thư thứ nhất Phái đoàn Đại diện Thường trực Việt Nam bên cạnh Văn phòng Liên Hợp Quốc và Các Tổ chức Quốc tế khác tại Genève.
Từ tháng 2 năm 1992 đến tháng 10 năm 1993, ông lần lượt giữ các chức vụ Chuyên viên rồi Trợ lý Vụ trưởng Vụ Các Tổ chức Quốc tế, Bộ Ngoại giao.
Tháng 10 năm 1993, ông được thăng làm Phó Vụ trưởng Vụ Các Tổ chức Quốc tế, Bộ Ngoại giao .
Tháng 8 năm 1995, ông được điều động trở lại Geneve, được bổ nhiệm làm Đại sứ, Trưởng Phái đoàn Đại diện Thường trực Việt Nam bên cạnh Văn phòng Liên Hợp Quốc và Các Tổ chức Quốc tế khác tại Geneve.
Tháng 11 năm 1997, ông được điều động sang làm Đại sứ, Phó trưởng Phái đoàn Đại diện Thường trực Việt Nam tại Liên Hợp Quốc .
Từ tháng 12 năm 1999 đến tháng 1 năm 2004, ông lần lượt giữ các chức vụ Phó Vụ trưởng, Quyền Vụ trưởng rồi Vụ trưởng Vụ Các Tổ chức Quốc tế, sau đổi thành Vụ Hợp tác Kinh tế Đa phương, Bộ Ngoại giao.
Tháng 1 năm 2004, ông được bổ nhiệm làm Đại sứ Đặc mệnh Toàn quyền, Trưởng Phái đoàn Đại diện Thường trực Việt Nam tại Liên Hợp Quốc .
Tháng 7 năm 2008, ông giữ vai trò Chủ tịch luân phiên của Hội đồng Bảo an Liên Hợp Quốc trong 1 tháng .
Tháng 8 năm 2007, ông kiêm chức Trợ lý Bộ trưởng Ngoại giao.
Tháng 12 năm 2008, ông được bổ nhiệm làm Thứ trưởng Bộ Ngoại giao, Đại sứ Đặc mệnh Toàn quyền, Trưởng Phái đoàn Đại diện Thường trực Việt Nam tại Liên Hợp Quốc..
Tháng 10 năm 2009, giữ vai trò Chủ tịch luân phiên của Hội đồng Bảo An Liên Hợp Quốc lần thứ 2, cũng trong 1 tháng .
Tháng 6 năm 2011, ông kết thúc nhiệm kỳ công tác ở nước ngoài. Tại hội nghị cấp cao ASEAN lần thứ 21 (ngày 18 đến ngày 20 tháng 11 năm 2012) ở Phnom Penh, Campuchia, ông được đề cử đảm nhận cương vị Tổng Thư ký ASEAN trong nhiệm kỳ 2013-2017.
Ông chính thức nhận nhiệm vụ Tổng Thư ký ASEAN từ ngày 1 tháng 1 năm 2013 
Ngày 10 tháng 3 năm 2015, Người phát ngôn Bộ Ngoại giao Trung Quốc Hồng Lỗi phát biểu rằng Lê Lương Minh nhiều lần có phát biểu không phù hợp với sự thực trong vấn đề biển Đông, đồng thời cực kỳ không phù hợp với thân phận Tổng thư ký ASEAN của ông. Điều này làm trệch hướng nghiêm trọng lập trường trung lập của ASEAN trên vấn đề hữu quan, tổn hại hình tượng của ASEAN. Đồng thời, Hồng Lỗi khuyến cáo Lê Lương Minh làm tốt chức trách của Tổng thư ký ASEAN, không nên mượn việc công để làm việc riêng.

## Đánh giá
- "Cương vị Tổng Thư ký ASEAN sẽ là một trọng trách lớn đối với cá nhân ông Lê Lương Minh, nhất là trong giai đoạn ASEAN đang đẩy mạnh xây dựng Cộng đồng và liên kết khu vực. Tôi tin rằng với bề dày kinh nghiệm, sự nhiệt tình và tâm huyết, ông Lê Lương Minh sẽ tiếp nối và phát huy những thành công của Ngài Surin Pitsuwan đóng góp hiệu quả vào công việc của Hiệp hội". - Thủ tướng Nguyễn Tấn Dũng [21]
- "Tôi tin vào bản lĩnh, năng lực, kinh nghiệm ngoại giao đa phương hơn 30 năm của Thứ trưởng Lê Lương Minh, đặc biệt khi ông đã đảm nhiệm qua các công việc ngoại giao đa phương tại Liên Hợp Quốc 7 năm qua, trong đó có những vấn đề lớn của quốc tế như duy trì hòa bình, ổn định, giải quyết các vấn đề xung đột ở các khu vực." - Bộ trưởng Bộ Ngoại giao Việt Nam Phạm Bình Minh[11].
- "Với những kinh nghiệm và trình độ chuyên môn phong phú, chúng tôi tin rằng ông ấy sẽ đáp ứng được những thách thức của ASEAN khi 10 nước thành viên cùng làm việc để thiết lập một cộng đồng chính trị gắn kết, kinh tế hội nhập và trách nhiệm xã hội". - Báo Inquirer của Philippines dẫn lời Ngoại trưởng Del Rosario [12]
- Tờ The Jakarta Post (Indonesia) đánh giá: " vốn kinh nghiệm giàu có và phong phú mà Thứ trưởng Lê Lương Minh tích lũy trong thời gian đại diện cho Việt Nam tại Liên Hợp Quốc sẽ có ích rất nhiều cho ông khi ông đảm nhận vai trò của người chèo lái "con thuyền" ASEAN."[14][22]

## Gia đình
Ông có vợ và hai con.